# 이올레

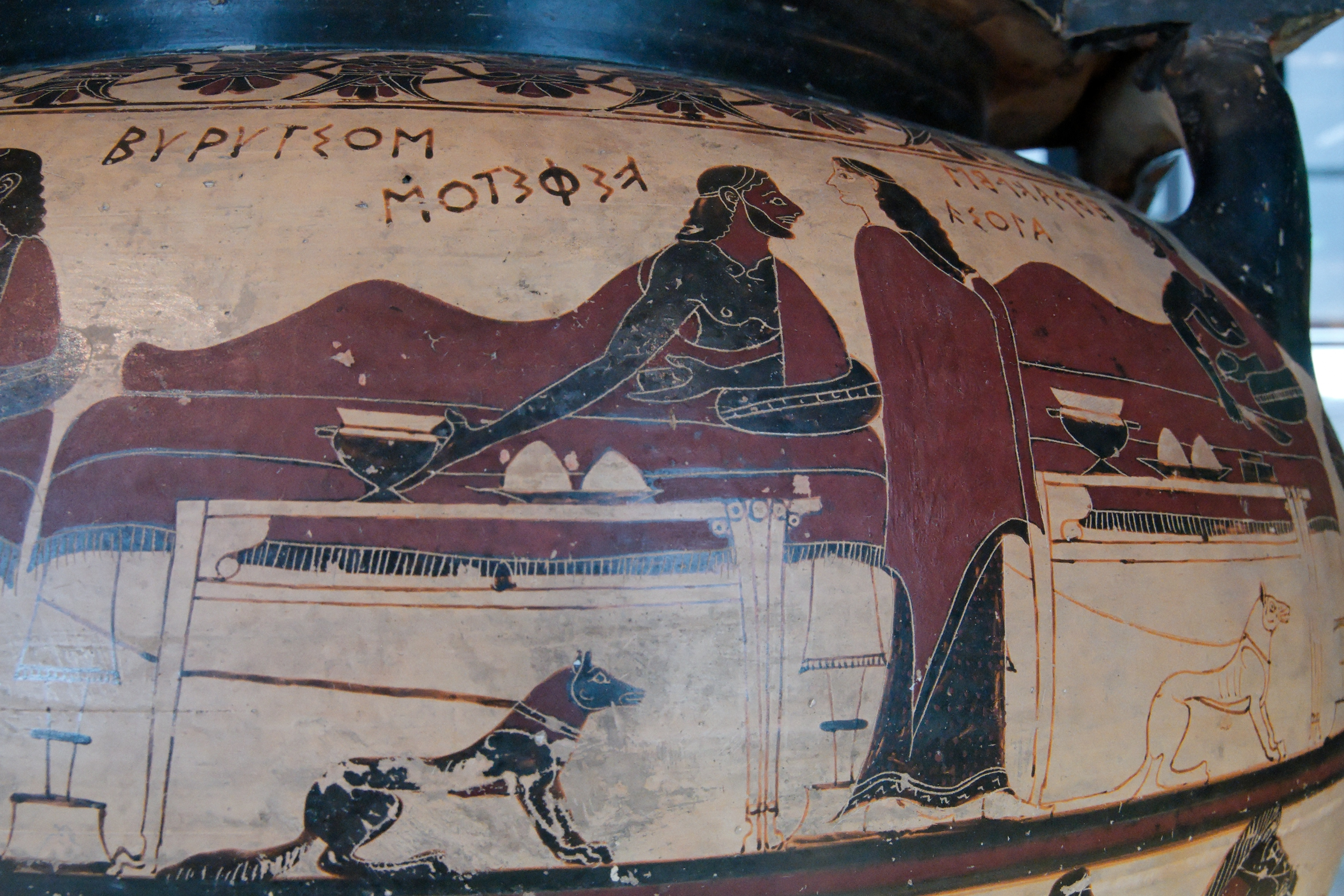
헤라클레스와 이올레.

이올레(고대 그리스어: Ἰόλη)는 그리스 신화에 나오는 인물로 에우뤼토스의 딸이다. 그녀는 헤라클레스의 죽음과 관련이 있다.
오이칼리아의 왕 에우뤼토스는 활쏘기 시합에서 자신과 자신의 아들을 이기는 자에게 자신의 아름다운 딸 이올레를 주겠다고 선언했다. 에우뤼토스는 이름난 명궁이어서 아무도 그를 이길 수 없었는데 헤라클레스가 이 소식을 듣고 활쏘기 시합에 참가하여 에우뤼토스를 이겼다. 에우뤼토스는 헤라클레스가 전에 미쳐서 전 부인 메가라와 자신의 아들들까지 죽인 것때문에 이올레를 헤라클레스에게 시집보내길 거부했다. 에우뤼토스의 장남인 이피토스는 아버지에게 이올레를 약속대로 헤라클레스에게 주어야 한다고 주장했으나 받아들여지지 않았다.
한편 이피토스는 헤라클레스에게 마침 오이칼리아의 소떼를 훔쳐간 도둑을 같이 잡자고 제안했고 헤라클레스도 이를 받아들였으나 다시 한번 광기에 휩싸여 이피토스를 성벽에서 던져 죽여버리고 만다. 이 때문에 이올레에 대한 자신의 권리를 주장하지 못하게 되었다. 헤라클레스는 칼뤼돈으로 가서 멧돼지 사냥에 참가하는데 거기서 멜레아그로스의 동생 데이아네이라를 만나 사랑에 빠져 이올레를 잊어버린듯 했다.
그는 데이아네이라와 결혼하였는데 어느날 자신의 부인 데이아네이라를 데리고 강을 건너던 중 켄타우로스 네소스가 아내를 강간하려고 했고 히드라의 독이 묻은 화살을 쏘아 네소스를 죽인다. 그러나 네소스는 죽기전 히드라의 독이 섞인 자신의 피와 정액이 묻은 외투를 데이아네이라에게 주면서 '사랑의 묘약'이라고 하며 헤라클레스의 사랑이 식으면 이 외투를 헤라클레스에게 입히면 다시 사랑을 얻을 수 있을 것이라고 속였다. 데이아네이라는 네소스에게 속아서 이 외투를 헤라클레스 몰래 간직했다.
한편 헤라클레스는 오이칼리스로 쳐들어가 이올레에 대한 자신의 권리를 되찾으려고 오이칼리아성을 약탈하고 이올레를 데려왔다. 데이아네이라는 자신보다 더 젊고 예쁜 이올레를 헤라클레스가 더 사랑하는 줄로 오해하고 헤라클레스에게 네소스의 외투를 입히는데 이 독 때문에 결국 헤라클레스는 크나큰 고통속에서 스스로 불속으로 뛰어들어 죽고만다.